# Peter Michael (calciatore)
Peter Godly Michael (Calabar, 10 maggio 1998) è un calciatore nigeriano, attaccante dell'Ironi Tiberias in prestito dal CFR Cluj.

## Carriera

### Club
Cresciuto nelle giovanili del Crown, ha successivamente militato nella prima squadra del Rivers United. In seguito, si è unito al Vålerenga per un periodo di prova, firmando poi un contratto quadriennale con la formazione norvegese in data 27 febbraio 2018. Ha esordito in Eliteserien il 14 aprile successivo, sostituendo Sam Johnson nella vittoria per 1-6 arrivata in casa dello Start. Il 6 maggio 2018 è arrivata la prima rete, nel pareggio interno per 2-2 contro l'Haugesund.
Il 31 agosto 2019, Michael è passato allo Skeid con la formula del prestito. Ha debuttato con la nuova maglia, in 1. divisjon, in data 15 settembre: è stato titolare e autore di una rete nella sconfitta per 2-1 maturata sul campo del KFUM Oslo.
Rientrato al Vålerenga per fine prestito e dopo essersi limitato ad alcune apparizioni in panchina nel campionato 2020, il 26 giugno è stato ceduto all'Øygarden con la medesima formula. Ha giocando la prima partita con la nuova casacca il 3 luglio 2020, segnando una doppietta nella partita persa per 4-3 in casa del Sandnes Ulf.
Il 1º ottobre 2020, il Sogndal ha acquistato Michael a titolo definitivo, facendogli firmare un contratto valido fino al 31 dicembre 2022. Il 3 ottobre ha quindi effettuato il proprio esordio, sostituendo Kristoffer Hoven nella sconfitta per 1-0 patita sul campo del Ranheim. Il 24 ottobre è arrivato il primo gol, nella partita persa per 2-1 in casa dell'HamKam.
Il 19 agosto 2022, Michael si è trasferito al Grorud, compagine militante sempre in 1. divisjon. Il 22 agosto ha giocato la prima partita in squadra, segnando anche una rete nel pareggio interno per 1-1 arrivato contro la sua ex squadra dello Skeid. Al termine del campionato, il Grorud è retrocesso in 2. divisjon.
Il 29 marzo 2023, Michael si è trasferito ufficialmente ai finlandesi del VPS. Ha debuttato in Veikkausliiga in data 15 aprile, sostituendo Roni Hudd nella sconfitta interna per 0-1 subita contro l'HJK. Il 22 maggio ha siglato il primo gol, nel pareggio per 2-2 in casa dell'Haka. In virtù delle sue prestazioni, è stato nominato giocatore del mese del campionato a luglio, agosto, settembre e ottobre 2023. Il 14 settembre 2023, il VPS ha esercitato la propria opzione per rinnovare il contratto di Michael anche per la stagione successiva. Il 18 ottobre seguente, è stato nominato giocatore dell'anno per i tifosi. Il 1º dicembre 2023 è stato votato come calciatore dell'anno del campionato, nonché come miglior attaccante. Ha chiuso la stagione realizzando 17 reti in 28 presenze in Veikkausliiga.
Il 19 gennaio 2024 è stato ufficializzato il suo passaggio ai rumeni del CFR Cluj. I termini del trasferimento sono rimasti riservati, ma è stato ipotizzato che la cifra pagata dal nuovo club per il cartellino di Michael si assestasse attorno ai 500.000 euro. Ha esordito in squadra il 26 gennaio, sostituendo Daniel Bîrligea e trovando anche il gol nella vittoria per 3-1 arrivata sul Voluntari.
Il 25 luglio 2024 ha esordito nelle competizioni UEFA per club, precisamente nei turni preliminari della Conference League: ha sostituito ancora Bîrligea nel pareggio interno a reti inviolate contro il Nëman.

## Statistiche

### Presenze e reti nei club
Statistiche aggiornate al 30 settembre 2024.
| Stagione         | Club             | Campionato       | Campionato | Campionato | Coppe nazionali | Coppe nazionali | Coppe nazionali | Coppe continentali | Coppe continentali | Coppe continentali | Supercoppe | Supercoppe | Supercoppe | Totale | Totale |
| Stagione         | Club             | Comp             | Pres       | Reti       | Comp            | Pres            | Reti            | Comp               | Pres               | Reti               | Comp       | Pres       | Reti       | Pres   | Reti   |
| ---------------- | ---------------- | ---------------- | ---------- | ---------- | --------------- | --------------- | --------------- | ------------------ | ------------------ | ------------------ | ---------- | ---------- | ---------- | ------ | ------ |
| 2017             | Rivers Utd       | NPL              | ?          | ?          | CN              | ?               | ?               | -                  | -                  | -                  | -          | -          | -          | ?      | ?      |
| 2018             | Vålerenga        | ES               | 13         | 3          | CN              | 2               | 1               | -                  | -                  | -                  | -          | -          | -          | 15     | 4      |
| gen.-ago. 2019   | Vålerenga        | ES               | 0          | 0          | CN              | 0               | 0               | -                  | -                  | -                  | -          | -          | -          | 0      | 0      |
| ago.-dic. 2019   | Skeid            | 1D               | 7          | 1          | CN              | -               | -               | -                  | -                  | -                  | -          | -          | -          | 7      | 1      |
| gen.-giu. 2020   | Vålerenga        | ES               | 0          | 0          | -               | -               | -               | -                  | -                  | -                  | -          | -          | -          | 0      | 0      |
| Totale Vålerenga | Totale Vålerenga | Totale Vålerenga | 13         | 3          |                 | 2               | 1               |                    | -                  | -                  |            | -          | -          | 15     | 4      |
| giu.-ott. 2020   | Øygarden         | 1D               | 16         | 6          | -               | -               | -               | -                  | -                  | -                  | -          | -          | -          | 16     | 6      |
| ott.-dic. 2020   | Sogndal          | 1D               | 11+2       | 1+1        | -               | -               | -               | -                  | -                  | -                  | -          | -          | -          | 13     | 2      |
| 2021             | Sogndal          | 1D               | 5          | 2          | CN              | 1               | 0               | -                  | -                  | -                  | -          | -          | -          | 6      | 2      |
| gen.-ago. 2022   | Sogndal          | 1D               | 12         | 2          | CN              | 2               | 0               | -                  | -                  | -                  | -          | -          | -          | 14     | 2      |
| Totale Sogndal   | Totale Sogndal   | Totale Sogndal   | 28+2       | 5+1        |                 | 3               | 0               |                    | -                  | -                  |            | -          | -          | 33     | 6      |
| ago.-dic. 2022   | Grorud           | 1D               | 10         | 6          | CN              | -               | -               | -                  | -                  | -                  | -          | -          | -          | 10     | 6      |
| 2023             | VPS              | VL               | 28         | 17         | CF              | 4               | 2               | -                  | -                  | -                  | -          | -          | -          | 32     | 19     |
| gen.-giu. 2024   | CFR Cluj         | L1               | 18         | 1          | CR              | 1               | 0               | -                  | -                  | -                  | -          | -          | -          | 19     | 1      |
| 2024-2025        | CFR Cluj         | L1               | 7          | 2          | CR              | 0               | 0               | UECL               | 4                  | 0                  | -          | -          | -          | 11     | 2      |
| Totale CFR Cluj  | Totale CFR Cluj  | Totale CFR Cluj  | 25         | 3          |                 | 1               | 0               |                    | 4                  | 0                  |            | -          | -          | 30     | 3      |
| Totale           | Totale           | Totale           | 127+2      | 41+1       |                 | 10              | 3               |                    | 4                  | 0                  |            | -          | -          | 143    | 45     |